# Лопасня (вездеход)
«Лопа́сня» — вездеход-амфибия на шинах сверхнизкого давления, производился «Ассоциацией Арктиктранс» с 1999 по 2012 гг. Вездеход имеет несущий герметичный, утепленный кузов из высокопрочных алюминиевых сплавов, сделанный по принципу фюзеляжа самолета, независимую длинноходовую подвеску всех колес, автомобильный мотор и трансмиссию из стандартных автомобильных узлов. Снегоболотоход выпускался в двух модификациях — 6-колесной и 4-колесной и мог быть оснащен двумя комплектами шин: зимним и летним.

## Технические характеристики
| Модель вездехода                                                                               | Лопасня 4х4 | Лопасня 6х4 |
| Колесная формула                                                                               | 4х4 | 6х4 |
| Снаряженная масса, (кг)                                                                        | 750 | 980 |
| Грузоподъемность на слабонесущих грунтах (кг)                                                  | 450 | 500 |
| Компоновка                                                                                     | среднемоторная | среднемоторная |
| Двигатель                                                                                      | ВАЗ 21083 бенз., 71 л. с., МеМЗ-245 (от «Таврии») 53 л. с.                                                                             | ВАЗ 21083 бенз., 71 л. с. |
| Коробка передач                                                                                | механическая, 4-ступенчатая | механическая, 4-ступенчатая |
| Количество мест (включая водителя)                                                             | 4 | 5 |
| Шины                                                                                           | Арктиктранс, камерные:1150х370-20” с самоочищающимися грунтозацепами (летняя), 1300х480-24” с универсальным протектором шашка (зимняя) | Арктиктранс, камерные:1150х370-20” с самоочищающимися грунтозацепами (летняя), 1300х480-24” с универсальным протектором шашка (зимняя) |
| Рабочие давления на грунт (кг/см2)                                                             | 0,17-0,20 | 0,15-0,18 |
| Подвеска                                                                                       | независимая пружинная с регулируемой жёсткостью                                                                                        | независимая пружинная с регулируемой жёсткостью                                                                                        |
| Максимальная скорость движения, км/ч                                                           | 85 | 85 |
| Максимальная скорость по воде за счёт колёс / с подвесным лодочным мотором, км/ч:              | 4 / 10 | 3,5 / 10 |
| Расход топлива на 100 км при скорости 45 км/час, по бездорожью , л/час                         | 7,1 | 9,2 |
| Вместимость топливного бака, л:                                                                | 40 | 72 |
| Масса груза, перевозимого на багажнике, кг                                                     | 50 | 50 |
| Полная масса буксируемого прицепа, кг                                                          | 400 | 500 |
| Кузов                                                                                          | дюралевый, клепанный, герметичный | дюралевый, клепанный, герметичный |
| Габаритные размеры, мм — длина — ширина — высота                                               | 4165 2550 2060 | 4760 2550 2060 |
| Колея, мм                                                                                      | 2150 | 2150 |
| Дорожный просвет под нагрузкой, мм                                                             | 540 (на шинах 1150х370-20”) | 540 (на шинах 1150х370-20”) |
| Наибольший угол подъема, преодолеваемый с полной нагрузкой (без разгона) на низшей передаче, % | 87 | 87 |
| Боковая устойчивость, град                                                                     | 40 | 40 |

## Галерея

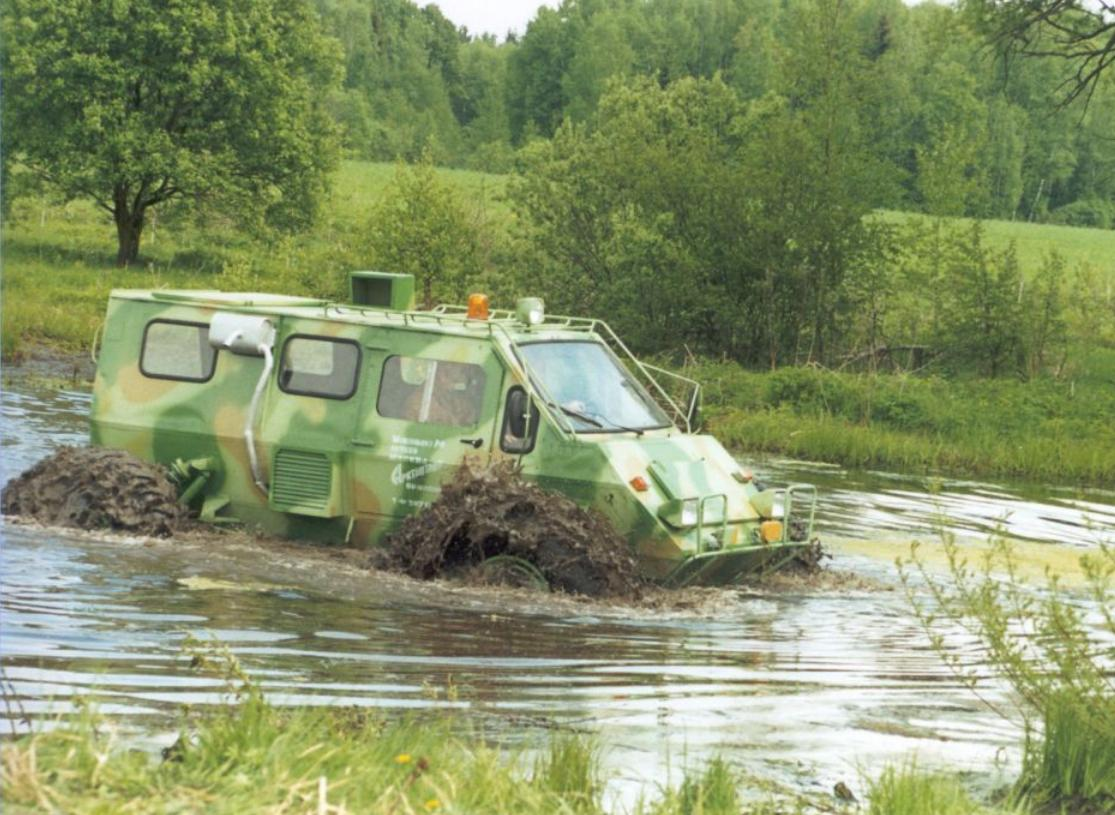
Лопасня 4x4 — сбоку видна решётка радиатора
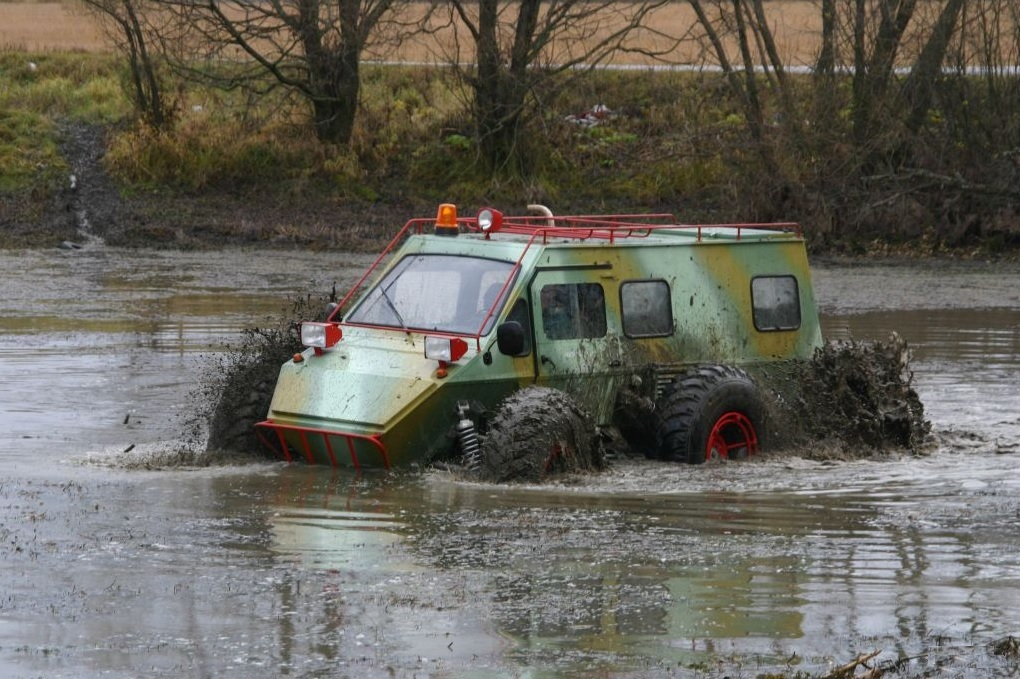
Лопасня 6x4 — ведущими являются первая и последняя ось
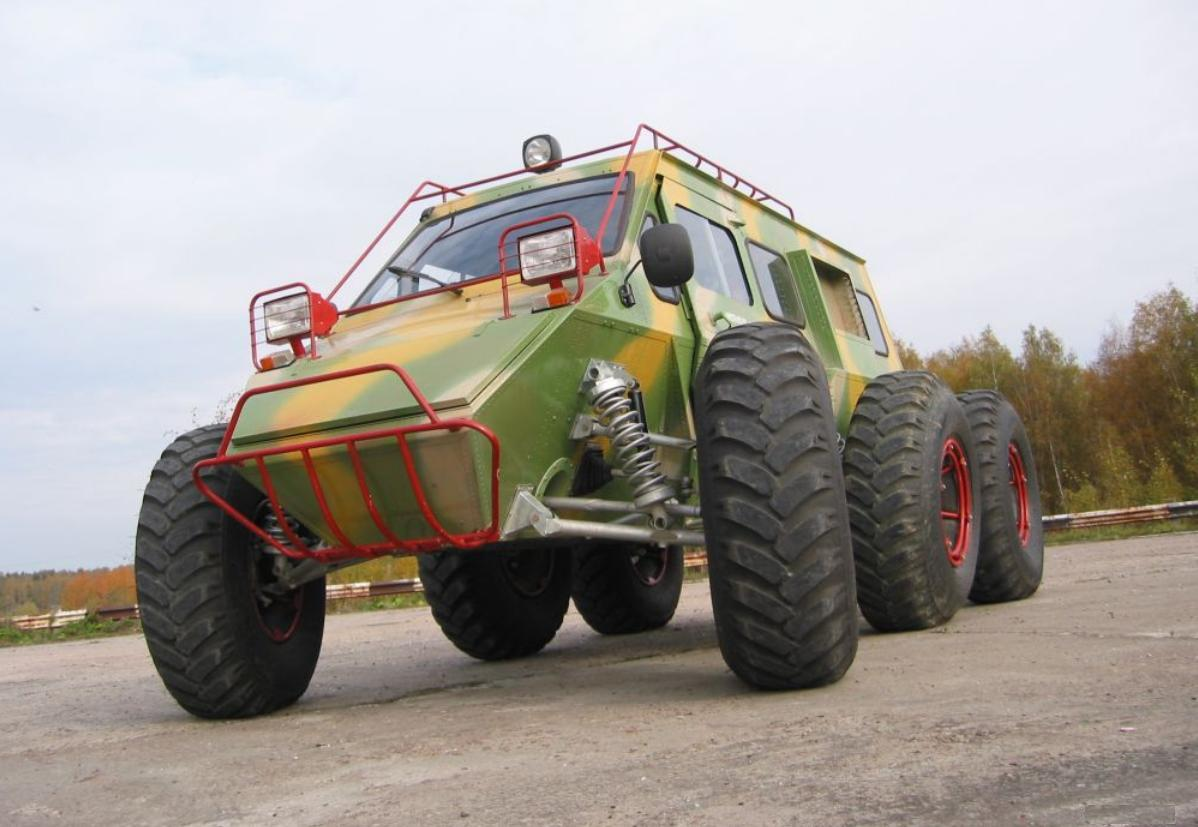
Подвеска. Подвеска у «Лопасни» пружинная независимая
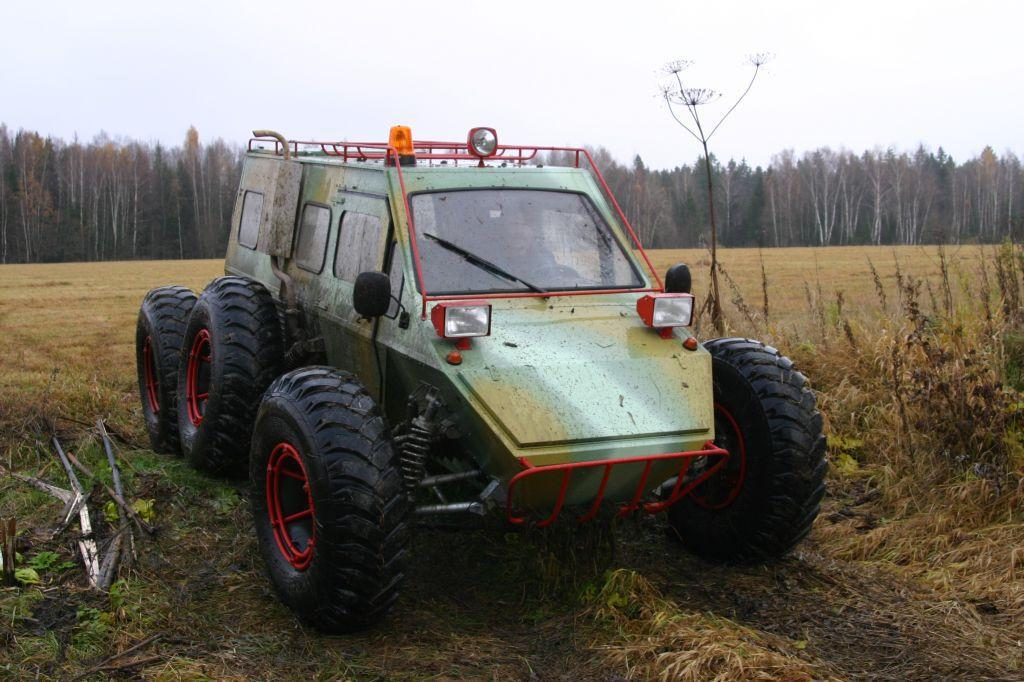
Подвеска. Работа подвески

## Модификации
- Лопасня XL — улучшенная модификация вездехода «Лопасня» c увеличенным объёмом кузова. Общий объем кузова Лопасни XL составляет около 11 м3, объем грузового отсека — 7,3 м3[4]. Выпускалась с 2005[5] по 2012 гг.

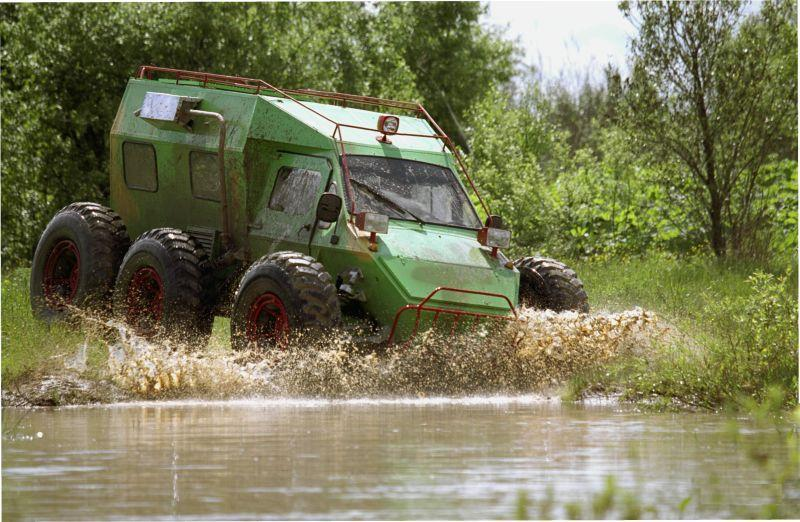
Лопасня-XL на шинах 1150х370-20”
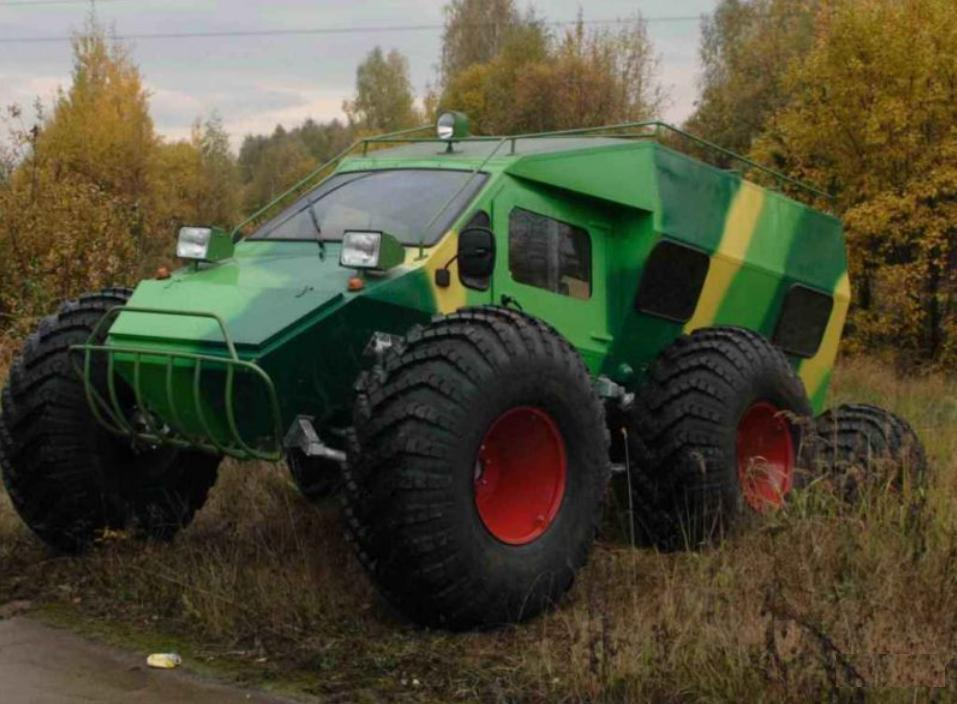
Лопасня-XL на шинах 1310х490-20”

- Лопасня Джигер — модификация, созданная на базе Лопасни 4x4 с тентовым верхом и двигателем ВАЗ-1111[6] по заказу МЧС.

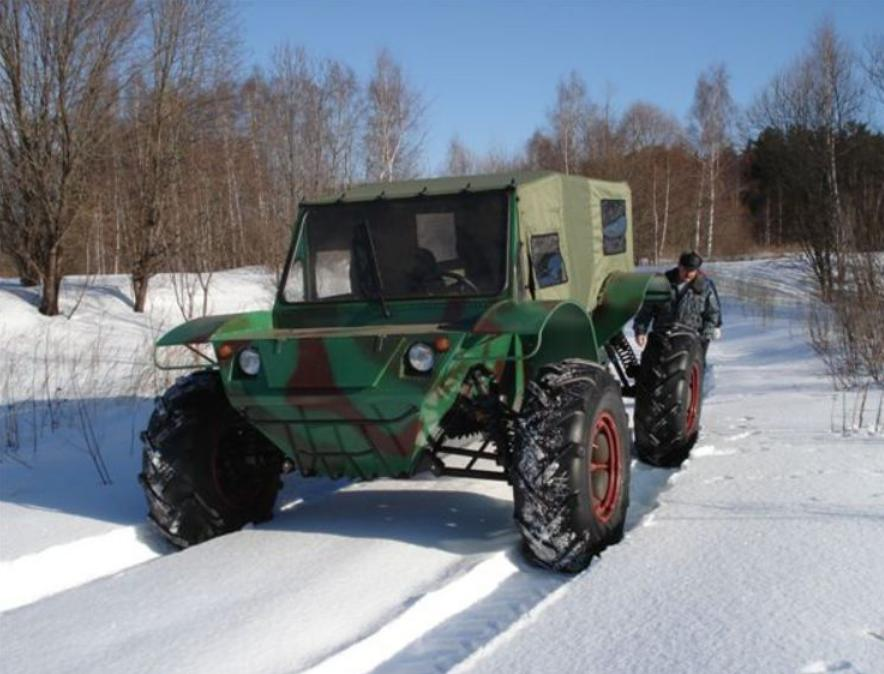
Лопасня Джигер
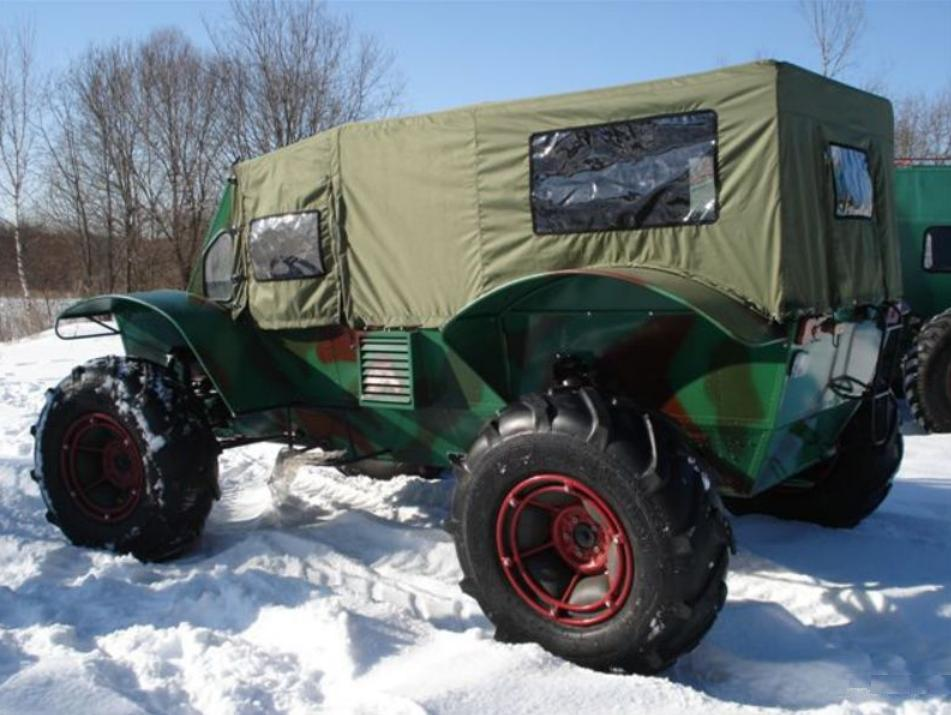
Установлены крылья